# بالی‌منا
بالی‌منا (به انگلیسی: Ballymena) یک منطقهٔ مسکونی در ایرلند شمالی است که در شهرستان انتریم واقع شده‌است. بالی‌منا ۲۹٬۴۶۷ نفر جمعیت دارد.

## خواهرخوانده
شهرهای کسلبار و جبل‌الطارق خواهرخوانده‌های بالی‌منا هستند.